# Гряда (Львовский район)
Гряда (укр. Гряда) — село во Львовской городской общине Львовского района Львовской области Украины.
Население по переписи 2001 года составляло 1221 человек. Занимает площадь 15,80 км². Почтовый индекс — 80380. Телефонный код — 3252.